# İpekyolu
İpekyolu ist eine Stadtgemeinde (Belediye) im gleichnamigen Landkreis der ostanatolischen Provinz Van und gleichzeitig eine Gemeinde der 2012 geschaffenen Büyükşehir belediyesi Van (Großstadtgemeinde/Metropolprovinz Van). İpekyolu wurde 2012 durch die Aufteilung des Stadtgebietes Van gegründet und umfasst den südlicheren Teil der Stadt, der aus 50 Stadtvierteln (Mahalle) besteht. Der Name İpekyolu bedeutet Seidenstraße und zeigt damit an, dass Van eine wichtige Station auf der Seidenstraße war.
Seit der Gebietsreform 2013 ist die Gemeinde flächen- und einwohnermäßig identisch mit dem Landkreis. Die beiden Gemeinden und alle Dörfer (Köy) wurden in Mahalles überführt, denen ein Muhtar vorsteht.
Durch das Gesetz Nr. 6360 vom 6. Dezember 2012 wurde der Kreis/die Gemeinde aus 18 Mahalles des Provinzhauptorts Van, den beiden Gemeinden Bostaniçi und Erçek sowie aus 30 Dörfern (Köy) des zentralen, hauptstädtischen Kreises (Merkez) gebildet. Die Provinzstadt Van  wurde de facto aufgelöst. Flächen- und bevölkerungsmäßig nimmt İpekyolu etwa ein Drittel der ehemaligen Hauptstadt Van ein, die restlichen beiden Drittel besitzt der andere Kreis Tuşba im Norden.
Im September 2016 wurden die amtierenden Bürgermeister Aygül Bidav und Veysel Keser durch eine Gesetzesverordnung wegen Unterstützung einer terroristischen Organisation durch einen Staatsbeamten ersetzt.